# Geslau
Geslau è un comune tedesco di 1 414 abitanti, situato nel land della Baviera.